# La Diva Salvaje
La Diva Salvaje, född 25 juli 1977 i Saltillo i Coahuila är en mexikansk luchador (fribrottare). La Diva Salvaje uppträder som en exotico, en form av dragqueen, och gjorde sin debut som fribrottare år 2005.
Sedan 2009 har La Diva Salvaje varit ett stort namn på den mexikanska oberoende fribrottningsscenen samt nått stora framgångar i Mexikos tredje största fribrottningsförbund, Grupo Internacional Revolución (IWRG). Under 2020 bildade han tillsammans med Pasion Kristal och Jessy Ventura gruppen Las Shotas och trion blev stora publikfavoriter under år 2020 och 2021.